# JR総持寺駅
JR総持寺駅（ジェイアールそうじじえき）は、大阪府茨木市庄一丁目にある、西日本旅客鉄道（JR西日本）東海道本線の駅である。「JR京都線」の愛称区間に含まれている。駅番号はJR-A40。

## 概要
摂津富田駅から約1.7 km、茨木駅から約2.0 kmの盛土区間（フジテック旧本社跡地付近）に設置された駅である。工事費は約60億円。
付近に阪急京都線の総持寺駅があるため駅名に「JR」を冠している。東海道本線では初めてとなる、駅名に「JR」を冠した駅である。開業前年に行われた駅名案募集で最も票が多かったのは安威川で、続く2位がJR総持寺、3位は東茨木だった。なお地名としての総持寺は当駅東側かつJR線以南の一帯である。

## 歴史

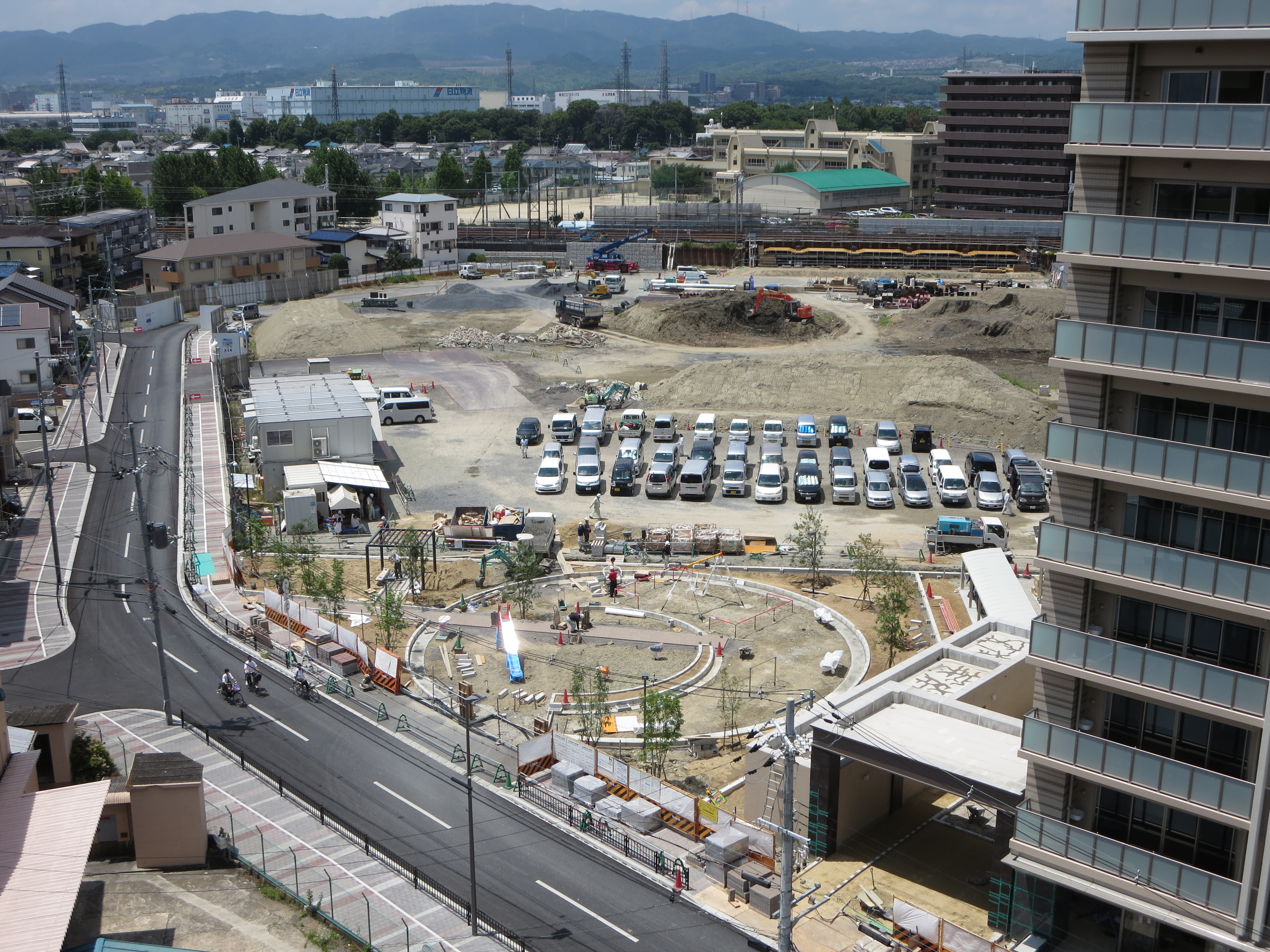
建設時のJR総持寺駅周辺
（2014年7月）

2011年7月29日、JRと自治体および開発事業者との間で基本協定書が締結された。その後、2012年11月29日に駅建設工事が着工し、2018年3月17日に当駅が開業した。なおおおさか東線の衣摺加美北駅とは同日開業であり、この時JR京都線を含めたJR西日本の主要な路線に駅ナンバリングも導入されている。

### 年表
- 2006年（平成18年）4月3日：フジテックの本社が大阪府茨木市から滋賀県彦根市に移転。
- 2011年（平成23年）7月29日：JR西日本と自治体および開発事業者との間で、新駅設置などに関する基本協定書を締結する[5]。
- 2012年（平成24年）11月29日：JR総持寺駅（仮称）の建設工事が開始される。
- 2015年（平成27年）
  - 3月21日：新大阪・大阪・三ノ宮方面の下り外側線路を移設。
  - 4月5日：高槻・京都方面の上り外側線路を移設。
- 2016年（平成28年）
  - 4月19日：新大阪・大阪・三ノ宮方面の下り内側線路を移設。
  - 5月7日：高槻・京都方面の上り線路を移設。線路切り替え工事が完成したことにより、駅舎・ホームの工事が開始される。
- 2017年（平成29年）
  - 1月11日 - 2月28日：駅名案募集が行われる（最多は「安威川」）[6]。
  - 8月8日：駅名を「JR総持寺駅」に決定[7]。
- 2018年（平成30年）3月17日：東海道本線（JR京都線）の摂津富田駅 - 茨木駅間に新設開業[1]。

## 駅構造
複々線の内側線のみに島式ホーム1面2線が設置され、駅設備は盛土下に設置されている。当初から外側線を走る列車が停車しないことを前提にしており、内側線のみにホームが設置された。開業当初から二重引戸式の可動式ホーム柵が設置されている。ホーム柵は4扉車専用で、3扉車は非常時両端の扉のみの対応となる。
ホーム有効長は8両分あるが、停車する電車は全て7両のためホームの大阪寄りが柵で封鎖されている。
改札内に旅客用トイレ（多目的トイレ併設）、階段、エスカレーター、エレベーター、待合室が設置されている。
直営駅ではあるが駅長は配置されておらず、高槻駅が当駅を管理している。ただし、高槻駅が直接管理しているのか地区駅である茨木駅を介して管理しているかは不明。また、開業時からみどりの窓口は設置されておらず、みどりの券売機プラスが設置されている。
駅のデザインコンセプトは「街と街、人と人、時（歴史）と時（未来）をつなぐ新たな駅」としている。
2007年（平成19年）3月18日以降に開業したJR京都線・JR神戸線の新駅には、駅独自の接近メロディが導入されていたが、当駅には導入されておらず、大阪駅・島本駅を除くJR京都線内の各駅で使用されている接近メロディが流れる。

### のりば
| のりば | 路線     | 方向 | 行先                     |
| ------ | -------- | ---- | ------------------------ |
| 1      | JR京都線 | 下り | 新大阪・大阪・三ノ宮方面 |
| 2      | JR京都線 | 上り | 高槻・京都方面           |

- 上表の路線名は旅客案内上の名称（愛称）で表記している。

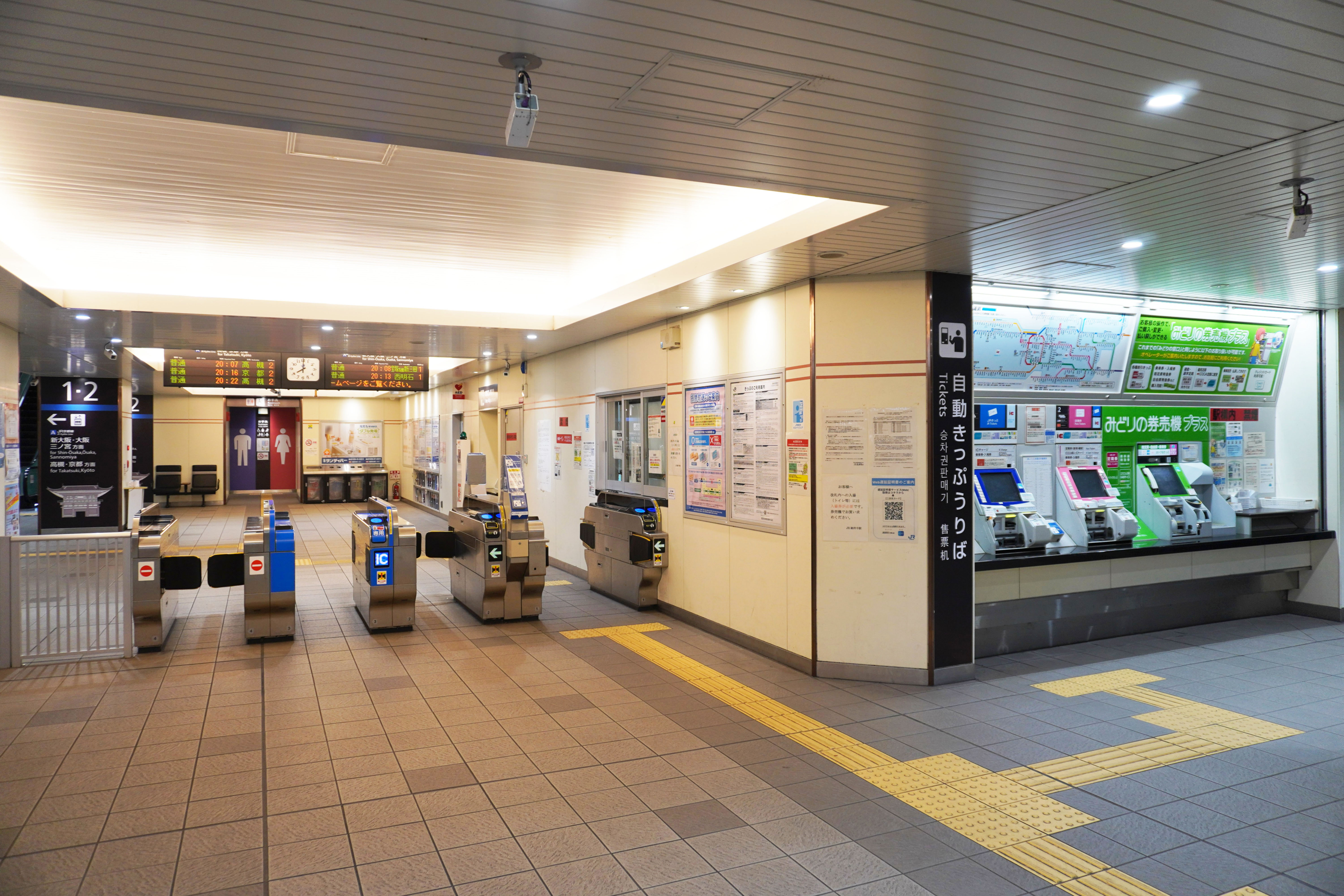
改札口と切符売り場（2023年2月）
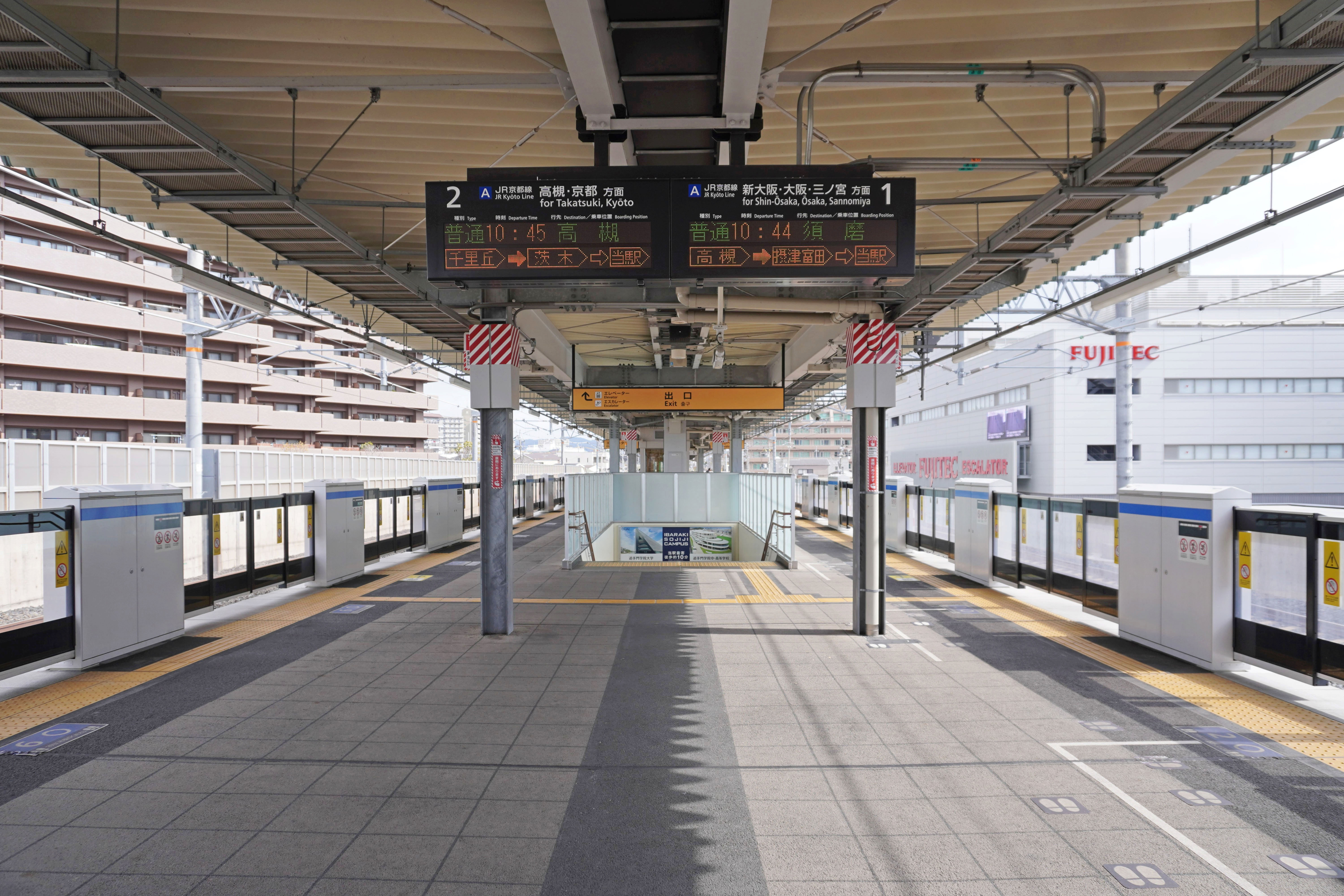
ホーム（2023年2月）

## 利用状況
2023年度の1日平均乗降人員は19,450人である。

### 1日平均乗車人員
各年度の1日平均乗車人員の推移は以下の通りである。
| 年度               | 1日平均 乗車人員 | 増減率 | 定期利用状況 | 定期利用状況 | 出典         |
| 年度               | 1日平均 乗車人員 | 増減率 | 1日平均      | 定期率       | 出典         |
| ------------------ | ---------------- | ------ | ------------ | ------------ | ------------ |
| 2018年（平成30年） | 4,554            |        | 2,616        | 57.4%        | [ 大阪府 1 ] |
| 2019年（令和元年） | 7,543            | 65.6%  | 5,101        | 67.6%        | [ 大阪府 2 ] |
| 2020年（令和02年） | 6,348            | -15.8% | 4,478        | 70.5%        | [ 大阪府 3 ] |
| 2021年（令和03年） | 7,620            | 20.0%  | 5,432        | 71.3%        | [ 大阪府 4 ] |
| 2022年（令和04年） | 8,822            | 15.8%  | 6,204        | 70.3%        | [ 大阪府 5 ] |

### 年間乗車人員
各年度の1年間の乗車人員は以下の通り。
なお下表内の数値の単位は全て「千人」である。
| 年度               | 乗車人員 | うち定期 | 出典         |
| ------------------ | -------- | -------- | ------------ |
| 2017年（平成29年） | 6        | 3        | [ 茨木市 1 ] |
| 2018年（平成30年） | 1,662    | 955      | [ 茨木市 2 ] |
| 2019年（令和元年） | 2,761    | 1,867    | [ 茨木市 3 ] |
| 2020年（令和02年） | 2,317    | 1,634    | [ 茨木市 4 ] |
| 2021年（令和03年） | 2,781    | 1,943    | [ 茨木市 5 ] |
| 2022年（令和04年） | 3,220    | 2,264    | [ 茨木市 6 ] |

## 駅周辺
駅の東側を大阪府道126号総持寺停車場線が走っており、それに沿って、南東方向に歩けば 阪急電鉄京都本線総持寺駅に至る（徒歩7分）。
- 総持寺
- 大阪行岡医療大学
- 茨木市立三島中学校
- 茨木市立三島小学校
- 茨木市立庄栄小学校
- フジテック近畿総括本部
- 追手門学院大学茨木総持寺キャンパス（中学校・高等学校併設）
  - 2019年4月、同大学及び中学校・高等学校が東芝工場跡に移転するにあたって、学校設置者が新駅名に「追手門」の名を入れるべく投票や署名要望書などの各種活動を行ったが、活動が実ることはなかった[13]。
- イオンタウン茨木太田
- 関西スーパー三島丘店

## バス路線
茨木市駅と追大・花園東和苑方面を結ぶ近鉄バスが開業翌日の2018年3月18日から日中のみ駅前ロータリーに乗り入れている。停留所名は「JR総持寺駅」。
朝夕はフジテックビックフィット東側市道沿いの「総持寺口」停留所を利用する。ただし総持寺口停留所の茨木方向については停車位置近辺に信号や横断歩道がないことから、当該時間帯に東和苑方面から当駅を利用する場合北隣の西河原停留所を利用する場合もある。
| 停留所名   | のりば     | 系統       | 行先                   | 備考           |
| ---------- | ---------- | ---------- | ---------------------- | -------------- |
| JR総持寺駅 | ロータリー | 東和苑系統 | 74番：阪急茨木市駅     |                |
| JR総持寺駅 | ロータリー | 東和苑系統 | 73番：花園・東和苑     |                |
| 総持寺口   | 茨木方面   | 東和苑系統 | 70番：阪急茨木市駅     |                |
| 総持寺口   | 茨木方面   | 東和苑系統 | 74番：阪急茨木市駅     | JR総持寺駅経由 |
| 総持寺口   | 東和苑方面 | 東和苑系統 | 70・73番：花園・東和苑 |                |

## 隣の駅
西日本旅客鉄道（JR西日本）
 JR京都線（東海道本線）
■新快速・■快速
通過
■普通
摂津富田駅 (JR-A39) - JR総持寺駅 (JR-A40) - 茨木駅 (JR-A41)

## 本駅の開業に伴う付近住民の医療費削減について
大阪公立大学大学院の加登遼らと日本システム技術株式会社による研究では、当駅開業後4年間において、近隣エリア住民の一人あたりの医療費が約10万円低減したことが判明した。

### 記事本文